# Axel Schnell
Axel Schnell (* 26. Oktober 1953 in Lübeck) ist ein deutscher Autor in den Bereichen Thriller, Krimi, Fantasy und Phantastische Literatur, Journalist, PR-Spezialist sowie Redenschreiber.

## Leben
Wegen einer Werksschließung musste Axel Schnell mit seinen Eltern als kleines Kind von Lübeck nach Letter ziehen – einem Vorort von Hannover. Hier machte er 1975 auch Abitur. Im selben Jahr begann er sein Studium Germanistik/Politik für das Höhere Lehramt an der Uni Hannover. 1981 legte Axel Schnell das 1. Staatsexamen ab. Von 1981 bis 1983 arbeitete er als Dozent in der Erwachsenenbildung sowie als freier Journalist. 1983 schloss er sein Studium mit dem Magister Artium ab. 
Von 1983 bis 1990 war Axel Schnell Wissenschaftlicher Mitarbeiter am Germanistischen Seminar (Literaturwissenschaftler) und leitete Seminare. Darüber hinaus schrieb er Artikel sowie Kolumnen für die Zeitgeistmagazine »TransAtlantik« und »Pierrot«. 1993 wurde er als Literaturwissenschaftler über Brechts erstes Stück »Baal« promoviert.
»Dieses kleine Buch liest sich wie eine große Archäologie des Bösen«, urteilte 1995 das Brecht-Jahrbuch 20 in einer Besprechung dieser Doktorarbeit.
1991 begann Axel Schnell seine Laufbahn als Tageszeitungsredakteur bei der Wolfsburger Allgemeinen und wechselte 1993 innerhalb des Madsack-Konzerns zur Neuen Presse nach Hannover. Hier arbeitete er hauptsächlich als Reporter und war unter anderem für die Berichterstattung über die Expo 2000 in Hannover verantwortlich.
2001 wechselte Axel Schnell in die Wirtschaft als Leiter des Volkswagen (Konzern-)Pressebüros Hannover. Diese Funktion hatte er bis 2003 inne. Danach arbeitete er auf allen Feldern der Öffentlichkeitsarbeit als freier Autor hauptsächlich für DAX-30-Konzerne und führende Politiker.
Heute lebt der passionierte Sporttaucher, in dessen Romanen es immer um das Böse geht, mit seiner Familie auf einem Runenberg.
Zu den Romanen passt auch, dass Axel Schnell gern auch mal zu Lesungen an ziemlich ungewöhnliche Orte einlädt wie Ruinen, alte Friedhöfe oder die ehemalige Arrestzelle eines Landgerichts aus dem Mittelalter.
Darüber hinaus war er mit Lesungen aus seinen Büchern in Gaststätten wie den hannoverschen Kultkneipen „Plümecke“ und „Max Walloschke“ zu hören. Axel Schnell ist aber auch gern den Einladungen zu Wohnzimmerlesungen und in Studenten-WG gefolgt. Weitere Orte waren Ateliers und Galerien sowie ein Reisebüro und eine Zahnarztpraxis.
Axel Schnell ist Mitglied in „Das Syndikat“, dem Zusammenschluss von rund 750 deutschsprachigen Krimiautoren, sowie im „Bund Deutscher Kriminalbeamter“ (BDK).

## Werke

### Sachbücher
- Krupp oder: Wie man die Leute anspricht, Ganymed Edition, Hemmingen 2017, ISBN 978-3-946223-38-2
- »Virtuelle Revolutionäre« und »Verkommene Götter«. Brechts »Baal« und die Menschwerdung des Widersachers, Bielefeld 1993, ISBN 9783925670916

### Romane
- Die Hauptstadt des Teufels. Eine Hannover-Apokalypse, 2016, ISBN 978-3-946223-16-0 (Zuerst erschienen bei Unibuch/Verlag zu Klampen, Springe 2014)
- Die böse Lust, Ganymed Edition, Hemmingen 2016, ISBN 978-3-946223-16-0
- Wolff. Der Atlantis-Krieg, Ganymed Edition, Hemmingen 2016, ISBN 978-3-946223-28-3

### Herausgeberschaft
- Ursula Weidenfeld: Top Job Blues. Die Ups und Downs der Managerwelt. Die besten Kolumnen aus dem Handelsblatt, Heidelberg 2005, ISBN 978-3-946223-16-0